# Javier Altamirano
Javeir Adolfo Altamirano Altamirano (Talcahuano, 21 agosto 1999) è un calciatore cileno, centrocampista dell'Universidad de Chile in prestito dall'Estudiantes (LP).

## Carriera

### Club
Ha giocato per 8 anni in Cile con l'Huachipato. Nel 2023 si è trasferito all'Estudiantes.

### Nazionale
Il 12 giugno 2023 ha giocato la sua prima partita con il Cile, contro Cuba.

## Statistiche

### Presenze e reti nei club
Statistiche aggiornate al 12 ottobre 2023.
| Stagione        | Squadra          | Campionato      | Campionato | Campionato | Coppe nazionali | Coppe nazionali | Coppe nazionali | Coppe continentali | Coppe continentali | Coppe continentali | Altre coppe | Altre coppe | Altre coppe | Totale | Totale | Totale |
| Stagione        | Squadra          | Comp            | Pres       | Reti       | Comp            | Pres            | Reti            | Comp               | Pres               | Reti               | Comp        | Pres        | Reti        | Pres   | Reti   |        |
| --------------- | ---------------- | --------------- | ---------- | ---------- | --------------- | --------------- | --------------- | ------------------ | ------------------ | ------------------ | ----------- | ----------- | ----------- | ------ | ------ | ------ |
| 2016-2017       | Huachipato       | PD              | 1          | 0          | CC              | 0               | 0               |                    | -                  | -                  | -           | -           | -           | 1      | 0      |        |
| 2017            | Huachipato       | PD              | 2          | 0          | CC              | 0               | 0               |                    | -                  | -                  | -           | -           | -           | 2      | 0      |        |
| 2018            | Huachipato       | PD              | 25         | 2          | CC              | 4               | 0               |                    | -                  | -                  | -           | -           | -           | 25     | 2      |        |
| 2019            | Huachipato       | PD              | 22         | 4          | CC              | 1               | 0               |                    | -                  | -                  | -           | -           | -           | 23     | 4      |        |
| 2020            | Huachipato       | PD              | 29         | 1          | CC              | 0               | 0               | CS                 | 2                  | 0                  | -           | -           | -           | 31     | 1      |        |
| 2021            | Huachipato       | PD              | 23+1       | 1          | CC              | 1               | 0               | CS                 | 8                  | 1                  | -           | -           | -           | 33     | 2      |        |
| 2022            | Huachipato       | PD              | 29         | 4          | CC              | 6               | 0               |                    | -                  | -                  | -           | -           | -           | 35     | 4      |        |
| 2023            | Huachipato       | PD              | 18         | 3          | CC              | 0               | 0               | CS                 | 1                  | 0                  | -           | -           | -           | 19     | 3      |        |
| 2023            | Estudiantes (LP) | CLP             | 3          | 0          | CA              | 0               | 0               |                    | -                  | -                  | -           | -           | -           | 3      | 0      |        |
| Totale carriera | Totale carriera  | Totale carriera | 153        | 15         |                 | 12              | 0               |                    | 11                 | 1                  |             |             |             | 176    | 16     |        |

### Cronologia presenze e reti in nazionale
| Cronologia completa delle presenze e delle reti in nazionale ― Cile | Cronologia completa delle presenze e delle reti in nazionale ― Cile | Cronologia completa delle presenze e delle reti in nazionale ― Cile | Cronologia completa delle presenze e delle reti in nazionale ― Cile | Cronologia completa delle presenze e delle reti in nazionale ― Cile | Cronologia completa delle presenze e delle reti in nazionale ― Cile | Cronologia completa delle presenze e delle reti in nazionale ― Cile | Cronologia completa delle presenze e delle reti in nazionale ― Cile |
| Data                                                                | Città                                                               | In casa                                                             | Risultato                                                           | Ospiti                                                              | Competizione                                                        | Reti                                                                | Note                                                                |
| ------------------------------------------------------------------- | ------------------------------------------------------------------- | ------------------------------------------------------------------- | ------------------------------------------------------------------- | ------------------------------------------------------------------- | ------------------------------------------------------------------- | ------------------------------------------------------------------- | ------------------------------------------------------------------- |
| 12-6-2023                                                           | Concepción                                                          | Cile                                                                | 3 – 0                                                               | Cuba                                                                | Amichevole                                                          | -                                                                   | 72’                                                                 |
| 5-6-2025                                                            | Santiago del Cile                                                   | Cile                                                                | 0 – 1                                                               | Argentina                                                           | Qual. Mondiali 2026                                                 | -                                                                   | 46’                                                                 |
| 10-6-2025                                                           | El Alto                                                             | Bolivia                                                             | 2 – 0                                                               | Cile                                                                | Qual. Mondiali 2026                                                 | -                                                                   | 46’                                                                 |
| Totale                                                              |                                                                     | Presenze                                                            | 3                                                                   |                                                                     | Reti                                                                | 0                                                                   |                                                                     |

## Palmarès

### Club

#### Competizioni nazionali
- Copa Argentina: 1

Estudiantes (LP): 2023
- Copa de la Liga Profesional: 1

Estudiantes (LP): 2024
- Trofeo de Campeones de la Liga Profesional: 1

Estudiantes (LP): 2024